# Friedrich von Sallet

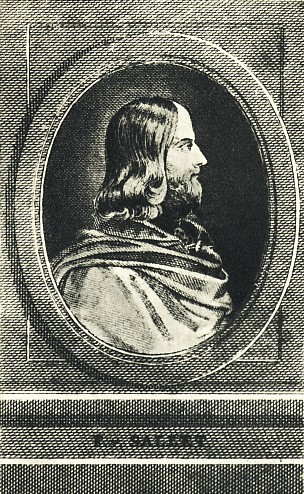
Friedrich von Sallet

Friedrich von Sallet

Friedrich von Sallet (* 20. April 1812 in Neisse, Landkreis Neisse; † 21. Februar 1843 in Reichau, Landkreis Nimptsch) war ein deutscher Schriftsteller, der vor allem durch seine politischen und religionskritischen Gedichte bekannt wurde. In zahlreichen satirischen Werken griff er zudem das Militärwesen seiner Zeit an.

## Leben
Friedrich von Sallet wurde 1812 als Sohn eines Ingenieurhauptmanns geboren, der bereits 1814 verstarb. Seine Kindheit verbrachte Friedrich von Sallet in Breslau, wo er schon bald ein Interesse für die Poesie zeigte. Im Jahr 1824 trat er in das Kadettenkorps von Potsdam ein, 1826 in das von Berlin. Schon zu dieser Zeit schrieb Friedrich von Sallet Gedichte und Dramen. Mit nur 17 Jahren wurde Friedrich von Sallet als Offizier nach Mainz geschickt, ein Jahr später ging er nach Trier, wo er mit Eduard Duller Freundschaft schloss.
Kritik am Militärwesen der Zeit übte er zu dieser Zeit vor allem mit satirischen Aufsätzen und Gedichten, wofür er 1832 zu zwei Monaten Festungshaft in Jülich verurteilt wurde. Nach Ende seiner Haft wandte er sich verstärkt dem Schreiben zu. Statt Dramen beschränkte er sich nun ausschließlich auf das Verfassen von Gedichten. Er ging 1835 nach Berlin auf die Kriegsschule, um sich auf eine Lehrerstelle an einer Kadettenanstalt vorzubereiten. Im selben Jahr erschien auch eine erste Sammlung seiner frühen Gedichte.
Ende 1838 nahm er seinen Abschied vom Militär und wandte sich nach Breslau, wo er sich ausschließlich der schriftstellerischen Arbeit widmete. Besonders beeinflusst wurde er zu dieser Zeit von Georg Wilhelm Friedrich Hegels Philosophie. In seinen folgenden Werken wie dem Laienevangelium, das als sein erfolgreichstes Werk 1879 bereits die 9. Auflage erlebte, und den Atheisten und Gottlosen unserer Zeit setzt sich von Sallet mit dem Christentum auseinander. Er stellt dabei die Gottwerdung des Menschen als die höchste Aufgabe des Christentums dar und wollte zu diesem Zweck ein neues System der Sittlichkeit begründen, welches von den kirchlich-orthodoxen Kreisen als „atheistisch“ bzw. „pantheistisch“ abgelehnt wurde. In der Folge wurden alle seine Texte aus den preußischen Schullesebüchern verbannt.
Im Juli 1841 heiratete Friedrich von Sallet in Breslau seine Cousine Caroline von Burgsdorff. Der Ehe entstammte Alfred von Sallet (1842–1897). Friedrich von Sallet verstarb bereits zwei Jahre später in Reichau.

## Werke
- Gedichte. Richter, Hamburg/Leipzig 1835. (Digitalisat 3. Aufl. 1845)
- Funken. Troschel, Trier 1838. (Digitalisat)
- Schön Irla. Ein Märchen. Troschel, Trier 1838.
- Die wahnsinnige Flasche. Epos (1838) online – Internet Archive
- Contraste und Paradoxen. Novelle. Schulz, Breslau 1838. ([Schön Irla Digitalisat der Ausg. 1845]) (Wiederaufgelegt u. d. T. Kontraste und Paradoxen. Werner Wulff Verlag, Ueberlingen o. J. Digitalisat der Ausg. 1848), (Neuausgabe 2017)
- Laienevangelium (1842) online (Ausgabe 1870) – Internet Archive
- Gesammelte Gedichte (1843)[2] online – Internet Archive
- Die Atheisten und Gottlosen unserer Zeit. Reclam, Leipzig 1844. (Digitalisat)
- Zur Erläuterung des zweiten Theiles vom Goethe'schen Faust für Frauen geschrieben. Schulz, Breslau 1844. (Digitalisat)
- Sämmtliche Schriften (1845–48)
  - Band 1: Laien-Evangelium[3]
  - Band 2: Gesammelte Gedichte
  - Band 3: Contraste und Paradoxen[4]
  - Band 4: Schön Irla / Die wahnsinnige Flasche / Funken / Nachgelassene Gedichte
  - Band 5: Die Atheisten und Gottlosen unserer Zeit / Politische und literar-ästhetische Aufsätze
  - Band 6: Percy's Überreste altenglischer Poesie (Übersetzung)

Zahlreiche Gedichte Friedrich von Sallets erschienen zu Lebzeiten in Zeitschriften, z. B. dem Norddeutschen Frühlingsalmanach und dem Chamisso'schen Musenalmanach. Als Übersetzer war er bei Percys Überresten der altenglischen Poesie tätig, das er 1836 zusammen mit seinem Bruder Carl Jungnitz ins Deutsche übertrug.